# Мовила Оиј (Бузау)
Мовила Оиј (рум. Movila Oii) насеље је у Румунији у округу Бузау у општини Чилибија. Oпштина се налази на надморској висини од 54 m.

## Становништво
Према подацима из 2002. године у насељу је живело 466 становника, од којих су сви румунске националности.